# Pons d'Ortafa
Pons d'Ortafa, ou d'Ortaffa, (v. 1170 -  v. 1247), en catalan moderne Ponç d'Ortafà, est un troubadour originaire du Roussillon. Fils du seigneur d'Ortaffa, Grimau, et de son épouse Brunissenda. Son plus jeune  frère,  Pere (Pierre), était archidiacre d'Elne. 

## Biographie
Pons d'Ortafa épouse Saurina de Tatzo, du lignage des vicomtes de Roussillon, seigneurs de Tatzo (Taxo d'Avall) dont il a trois enfants: Pons, Grimau et Alisenda. Il rédige son testament le 23 juillet 1240 et le rectifie peu de temps avant sa mort en 1246. Il est inhumé dans la cathédrale d'Elne.

## Œuvres
Deux de ses compositions nous sont parvenues. La première est intitulée Enaissi cum la naus en mar était dédié à Berenguer de Palazols (de Palou).
Dans le second poème Si ai perdut mon saber, canso, l'auteur traite d’un amour malheureux qui le pousse à vouloir rejoindre les moines de l'abbaye Sainte Marie de Jau.